# Jetty Paerl
Jetty Paerl (Amszterdam, 1921. május 27. – Amstelveen, 2013. augusztus 22.) holland énekesnő. Ő volt Hollandia egyik első képviselője az 1956-os Eurovíziós Dalfesztiválon. De vogels van Holland című dalát a fellépési sorrendben a legelsőként adta elő, így ezt a dalt nevezik az Eurovíziós Dalfesztivál legelső dalának.

## Diszkográfia

### Középlemezek
- Jetty Paerl – 1957[5]
- Jetty Paerl 2 – 1957

### Nagylemezek
- Jetje van Radio Oranje – 1970 (LP), 1995 (CD)